# Thư viện Quốc hội (Hoa Kỳ)
Thư viện Quốc hội Hoa Kỳ (tên tiếng Anh: Library of Congress), trên thực tế là thư viện quốc gia của Hoa Kỳ, là đơn vị nghiên cứu của Quốc hội Hoa Kỳ. Với trụ sở gồm 3 tòa nhà đóng tại Washington, D.C., đây là thư viện lớn nhất theo diện tích để sách và một trong những thư viện quan trọng nhất trên thế giới. Kho tư liệu của nó bao gồm hơn 30 triệu cuốn sách được phân loại và các tài liệu in ấn khác được viết bằng 470 thứ tiếng; hơn 61 triệu bản thảo viết tay; bộ sưu tập các cuốn sách hiếm lớn nhất Bắc Mỹ, bao gồm bản sơ thảo Tuyên ngôn Độc lập Hoa Kỳ, Kinh Thánh Gutenberg (một trong bốn bản in trên giấy da còn tồn tại nguyên vẹn được biết đến); hơn 1 triệu ấn bản các văn kiện của Chính phủ Hoa Kỳ; 1 triệu ấn bản báo chí thế giới trong suốt 3 thế kỷ qua; 33.000 bộ nhật báo đóng tập; 500.000 cuộn microfilm; hơn 6.000 tựa truyện tranh; cơ sở dữ liệu luật lớn nhất thế giới; các bộ phim; hơn 4,8 triệu bản đồ, bản nhạc; 2,7 triệu bản ghi âm; hơn 13,7 triệu hình in và chụp bao gồm các tác phẩm nghệ thuật chuyên nghiệp và nghệ thuật quần chúng, các bản vẽ kiến trúc; cây vĩ cầm cổ Betts Stradivarius; và cây viola Cassavetti Stradivarius;
Chức năng chính của Thư viện, thông qua Vụ Khảo cứu Quốc hội, là sưu khảo và phân tích thông tin và tư liệu nhằm đáp ứng yêu cầu nghiên cứu của các nghị sĩ Quốc hội. Dịch vụ này không được mở rộng cho công chúng, mà chỉ dành riêng cho những nhà lập pháp, các thẩm phán Tối cao Pháp viện, và các viên chức cao cấp của chính phủ. Thư viện Quốc hội cũng tiếp nhận từ Cục Bản quyền Hoa Kỳ bản sao của tất cả sách, tiểu luận, ấn phẩm, nhạc phẩm đã đăng ký tại Hoa Kỳ. Trong thực tế là thư viện quốc gia của Hoa Kỳ, Thư viện Quốc hội góp phần quảng bá văn học Mỹ qua các đề án như American Folklife Center (Trung tâm Văn hóa Dân gian Mỹ), American Memory (Hồi ức Mỹ), Center for the Book (Trung tâm Sách), và Poet Laureate (Quán quân Thi ca).
Người đứng đầu Thư viện Quốc hội Hoa Kỳ hiện thời là Thủ thư Quốc hội, James H. Billington.

## Lịch sử
Thư viện Quốc hội Hoa Kỳ được thành lập ngày 24 tháng 4 năm 1800 bởi một sắc lệnh của Tổng thống John Adams. Sắc lệnh Act of Congress quyết định dời thủ đô từ Philadelphia về Washington, D.C.. Một điều khoản trong sắc lệnh dành khoản tiền 5.000 USD "để mua các đầu sách cần thiết cho Quốc hội... và trang bị nơi chứa sách..." Đặt hàng từ Luân Đôn, 740 cuốn sách và 30 bản đồ được lưu trữ tại thủ đô mới của nước Mỹ. Mặc dù số đầu sách không nhiều, tất cả đều hợp pháp, phản ánh vị trí của Quốc hội là thiết chế làm luật.
Thomas Jefferson thủ giữ vai trò quan trọng giai đoạn thành lập thư viện. Ngày 26 tháng 1 năm 1802, ông ký ban hành đạo luật đầu tiên về thiết lập cơ cấu Thư viện Quốc hội, quy định Tổng thống bổ nhiệm chức vụ Thủ thư Quốc hội và thành lập một Ủy ban Lưỡng viện về Thư viện nhằm giám sát và thiết lập nội quy cho thư viện, cũng như dành cho tổng thống và phó tổng thống quyền mượn sách. Tháng 8 năm 1814, Thư viện Quốc hội – lúc ấy chỉ là một thư viện nhỏ có 3.000 đầu sách – bị tàn phá hoàn toàn khi binh sĩ Anh xâm chiếm và đốt phá Đồi Capitol. Trong vòng một tháng, cựu Tổng thống Jefferson hiến tặng thư viện riêng của ông để thế chỗ thư viện cũ. Trước đó, Jefferson đã dành 50 năm để thu thập cho một bộ sưu tập sách đa dạng trong thể loại, trong đó có sách ngoại ngữ, và nhiều tuyển tập về triết học, khoa học, văn chương và sách dạy nấu ăn. Tháng 1 năm 1815, Quốc hội tiếp nhận sự hiến tặng của Jefferson và trả 23.950 USD cho 6.487 cuốn sách của ông.

### Suy yếu (1851–1865)

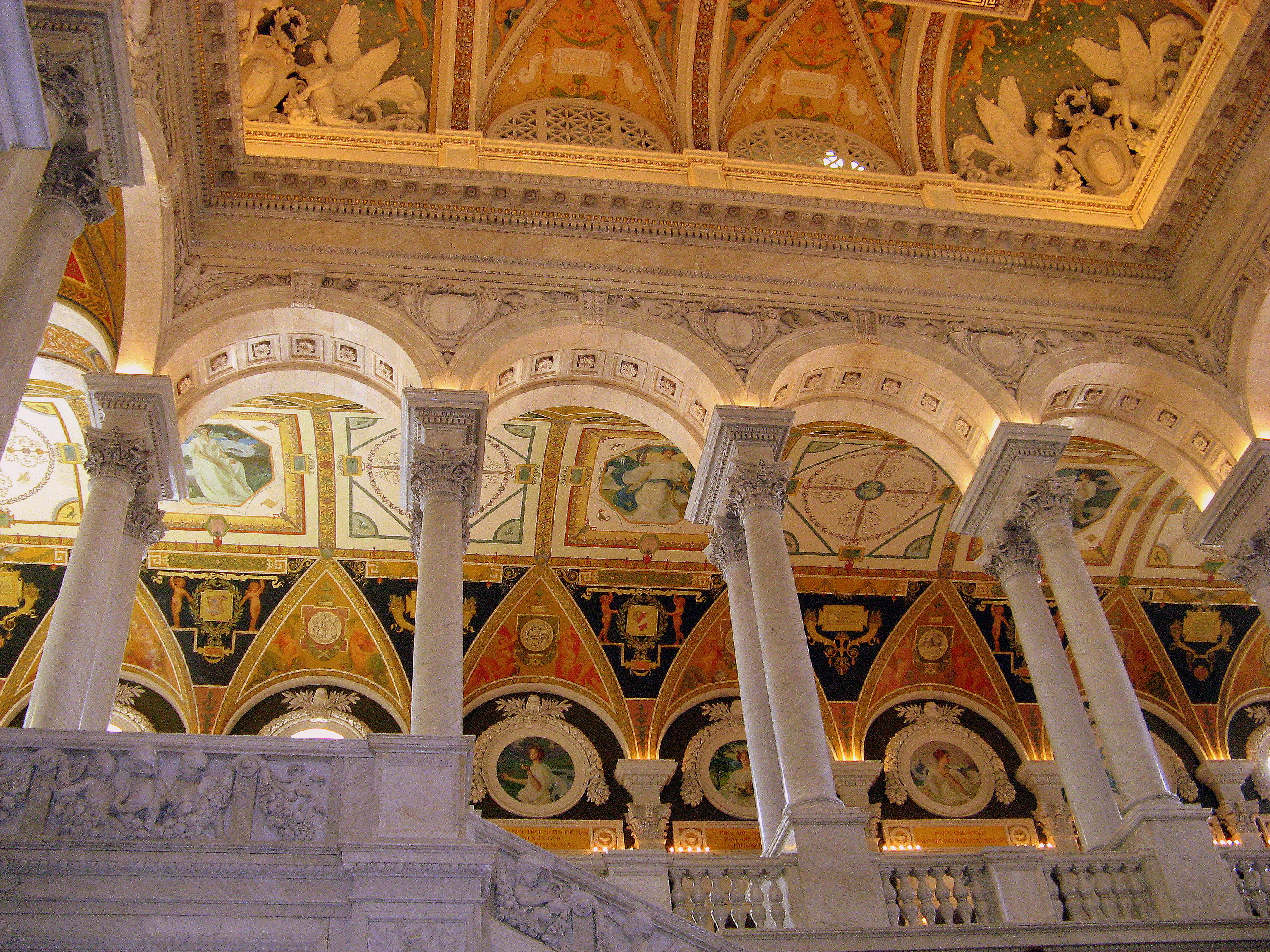
Họa tiết bên trong Thư viện Quốc hội

Thời tiền chiến là giai đoạn khó khăn cho Thư viện. Suốt trong thập niên 1850, thủ thư của Viện Smithsonian là Charles Coffin Jewett vận động tích cực cho Viện Smithsonian được công nhận là thư viện quốc gia. Song, nỗ lực của Jewett bị chặn đứng bởi Joseph Henry. Henry là Thư ký Viện Smithsonian, ông chủ trương chỉ tập chú vào các cuộc nghiên cứu khoa học và ấn hành chúng, cũng như vận động cho Thư viện Quốc hội phát triển thành thư viện quốc gia. Tháng 7 năm 1854, quyết định của Henry sa thải Jewett đã chấm dứt sự cạnh tranh, năm 1866 Henry chuyển giao thư viện của Viện Smithsonian với 40 ngàn đầu sách cho Thư viện Quốc hội.
Ngày 24 tháng 12 năm 1851, một vụ hỏa hoạn lớn đã thiêu rụi 35.000 cuốn sách, tức là khoảng hai phần ba trong tổng số 55.000 cuốn sách của Thư viện, trong đó có cả hai phần ba số sách hiến tặng của Jefferson . Năm 1852, Quốc hội nhanh chóng thông qua số tiền 168.700 USD chỉ đủ để thay thế số sách bị mất trong hỏa hoạn. Đây cũng là thời điểm đánh dấu sự khởi đầu giai đoạn trì trệ của Thư viện dưới quyền quản lý của Thủ thư John Silva Meehan và Chủ tịch Ủy ban Lưỡng viện James A. Pearce, hai người này chủ trương hạn chế các hoạt động của Thư viện . Năm 1857, Quốc hội quyết định chuyển trách nhiệm phân phối tài liệu công cho Bộ Nội vụ và giao trách nhiệm trao đổi sách báo và tài liệu ngoại quốc cho Bộ Ngoại giao. Ngoài ra, kể từ năm 1859, mọi hoạt động tác quyền đều phải tập trung về Cơ quan Đăng Kiểm Sáng Chế (the Patent Office) chấm dứt vai trò kéo dài 13 năm của Thư viện như là cơ quan lưu trữ toàn bộ sách và tiểu luận có đăng ký bản quyền. Sự kiện Abraham Lincoln bổ nhiệm John G. Stephenson làm thủ thư trong năm 1861 vì các mục tiêu chính trị khiến vị trí của Thư viện càng mờ nhạt hơn. Stephenson chỉ bận tâm đến các công việc không liên quan gì đến lãnh vực thư viện, trong đó có công việc sĩ quan phụ tá (ông mang quân hàm đại tá) tại các mặt trận Chancellorsville và Gettysburg trong thời kỳ Nội chiến Mỹ. Sau khi chiến tranh kết thúc, ban nhân sự của Thư viện có bảy người, quản lý 80 ngàn đầu sách . 

### Phát triển (1865 – 1897)

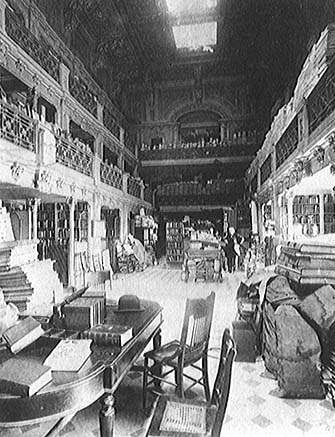
Thư viện Quốc hội bên trong Điện Capitol, khoảng 1890

Suốt nửa sau thế kỷ 19, dưới quyền lãnh đạo của Thủ thư Ainsworth Rand Spofford từ năm 1865 đến 1897, Thư viện Quốc hội đã tái khẳng định vị trí của mình. Đồng hành cùng giai đoạn mở rộng toàn diện của Chính phủ liên bang cùng không khí chính trị thuận lợi, Spofford thành công trong nỗ lực kiến tạo một sự ủng hộ rộng rãi từ hai chính đảng dành cho Thư viện như là thư viện quốc gia và là tài nguyên của nhánh lập pháp. Ông cũng tiến hành thu thập tư liệu về văn hóa, lịch sử và dân ca Mỹ thời kỳ Tây tiến (Americana), và văn chương Mỹ, lãnh đạo việc xây dựng một tòa nhà mới cho Thư viện, cùng củng cố sức mạnh cũng như tính độc lập của Thư viện. Từ năm 1865 đến 1870, Quốc hội đồng ý chi tiền xây dựng tòa nhà Thomas Jefferson, giao cho Thư viện trách nhiệm quản lý việc đăng ký bản quyền, lưu trữ, và phục hồi chức năng trao đổi sách trên phạm vi quốc tế. Thư viện khổng lồ của Viện Smithsonian và thư viện của sử gia Peter Force cũng được sáp nhập vào Thư viện Quốc hội làm gia tăng đáng kể bộ sưu tập Americana. Đến năm 1876, Thư viện Quốc hội có 300.000 bộ sách, liên kết với Thư viện công Boston để trở thành thư viện lớn nhất nước. Khi dời về trụ sở mới trong năm 1897, thư viện đã có 840.000 bộ sách, 40% trong số này có được là nhờ lưu trữ tác quyền.
Một năm trước khi Thư viện chuyển đến địa điểm mới, Ủy ban Lưỡng viện về Thư viện tổ chức một phiên điều trần nhằm thẩm định hiện trạng, kế hoạch phát triển, và khả năng cải tổ Thư viện. Spofford và sáu chuyên gia từ Hiệp hội Thư viện Mỹ - trong đó có Thủ thư tương lai của Quốc hội, Herbert Putnam, và Melvil Dewey của Thư viện Tiểu bang New York - giải trình trước Ủy ban rằng Thư viện Quốc hội nên tiếp tục mở rộng để trở thành thư viện quốc gia thực thụ. Dựa trên kết quả của phiên điều trần, cũng nhờ sự trợ giúp từ các thượng nghị sĩ Justin Morrill từ Vermont và Daniel Voorhees từ Indiana, Quốc hội cho phép gia tăng thành phần nhân sự của Thư viện từ 42 lên 108 người, và thiết lập các bộ phận quản trị những hoạt động khác nhau của Thư viện trong lĩnh vực thu thập tư liệu. Quốc hội cũng gia tăng quyền hạn quản lý và bổ nhiệm nhân sự cho văn phòng Thư viện Quốc hội, đồng thời yêu cầu Thượng viện phê chuẩn các đề cử của tổng thống.

### Giai đoạn hậu cải tổ (1897 – 1939)

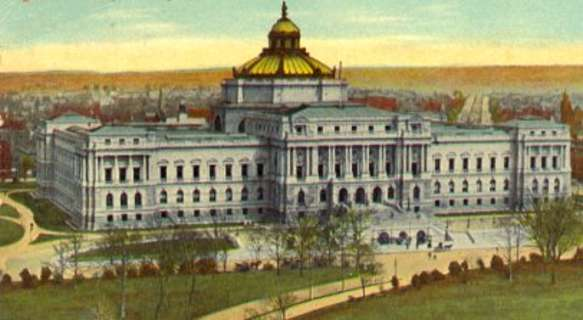
Tòa nhà chính của Thư viện Quốc hội vào đầu thế kỉ 20

Khởi từ cuộc cải tổ năm 1897, Thư viện Quốc hội bắt đầu phát triển mạnh. Người kế nhiệm Spofford, John Russell Young, dù ở cương vị này chỉ có hai năm, đã kiểm tra toàn diện bộ máy hành chính của Thư viện, sử dụng mối quan hệ với một nhân vật từng là nhà ngoại giao để thu thập tài liệu từ trên khắp thế giới, cũng như thành lập chương trình trợ giúp ban đầu cho người mù và người khuyết tật. Herbert Putnam, người kế nhiệm Young, đảm nhiệm chức vụ này trong suốt 40 năm (1899-1939), nhậm chức chỉ hai năm trước khi Thư viện Quốc hội trở thành thư viện đầu tiên ở Hoa Kỳ chạm mốc lưu trữ 1 triệu đầu sách. Putnam tập chú vào nỗ lực cho phép công chúng và những thư viện khác tiếp cận các dịch vụ của thư viện. Ông cũng thiết lập dịch vụ cho mượn sách liên thư viện, biến Thư viện thành một định chế được mọi người nhắc đến như là "thư viện tối hậu". Putnam cũng mở cửa Thư viện cho "những nhà điều tra khoa học và các cá nhân đủ phẩm chất", và ấn hành các nguồn tư liệu phục vụ giới học thuật.
Nhiệm kỳ của Putnam chứng kiến sự đa dạng trong khả năng thu thập tư liệu của Thư viện. Năm 1903, ông thuyết phục Tổng thống Theodore Roosevelt ký sắc lệnh chuyển các văn kiện của các nhà lập quốc từ Bộ Ngoại giao cho Thư viện. Putnam mở rộng phạm vi thu thập tư liệu ở nước ngoài, trong đó có vụ mua thư viện 4.000 đầu sách của Ấn Độ trong năm 1904, thư viện Nga 8.000 đầu sách của G. V. Yudin trong năm 1906, năm 1908 là bộ sưu tập các bản nhạc kịch cổ của Schatz, và đầu thập niên 1930 là bộ sưu tập vương triều Nga trong đó có 2.600 đầu sách về các chủ đề khác nhau từ thư viện gia đình Romanov. Cũng có những bộ sưu tập các tác phẩm tiếng Hebrew, Hoa, và Nhật. Quốc hội từng chủ động tìm kiếm tài liệu cho Thư viện như trong trường hợp Nghị sĩ Ross Collins từ Mississippi với đề án chi 1,5 triệu USD để mua bộ sưu tập sách cổ của Otto Vollbehr, trong đó có các ấn bản trên giấy da Kinh Thánh Gutenberg.
Năm 1914, Putnam thành lập Vụ Tham khảo Lập pháp như là một đơn vị hành chánh độc lập của Thư viện. Phỏng theo mô hình cơ quan khảo cứu đã áp dụng thành công tại các viện lập pháp tiểu bang, Vụ Tham khảo Lập pháp có chức năng cung cấp giải đáp cho các tra vấn khảo cứu của thành viên Quốc hội trong hầu hết các chủ đề. Năm 1925, Quốc hội thông qua luật cho phép Thư viện Quốc hội thành lập ban vận động để thu nhận các khoản đóng góp, cũng như dành cho Thư viện vai trò của một nhà tài trợ nghệ thuật. Trong số những người đóng góp cho Thư viện có các tên tuổi như John D. Rockefeller, James B. Wilbur, và Archer M. Huntington. Gertrude Clarke Whittall hiến tặng bộ sưu tập vĩ cầm Stradivarius, trong khi Elizabeth Sprague Coolidge chi trả cho việc xây dựng phòng hòa nhạc bên trong tòa nhà Thư viện.
Thời kỳ này đã giúp lấp đầy tòa nhà chính với các loại tư liệu, do đó Thư viện buộc phải mở rộng diện tích. Năm 1928, Quốc hội cấp thêm khu đất kế cận và cho phép xây dựng tòa nhà mới (về sau mang tên Tòa nhà John Adams). Do bị đình hoãn trong thời kỳ Đại Suy thoái, mãi đến năm 1938 tòa nhà mới hoàn tất, và mở cửa cho công chúng trong năm 1939.

### Lịch sử đương đại (1939 - nay)

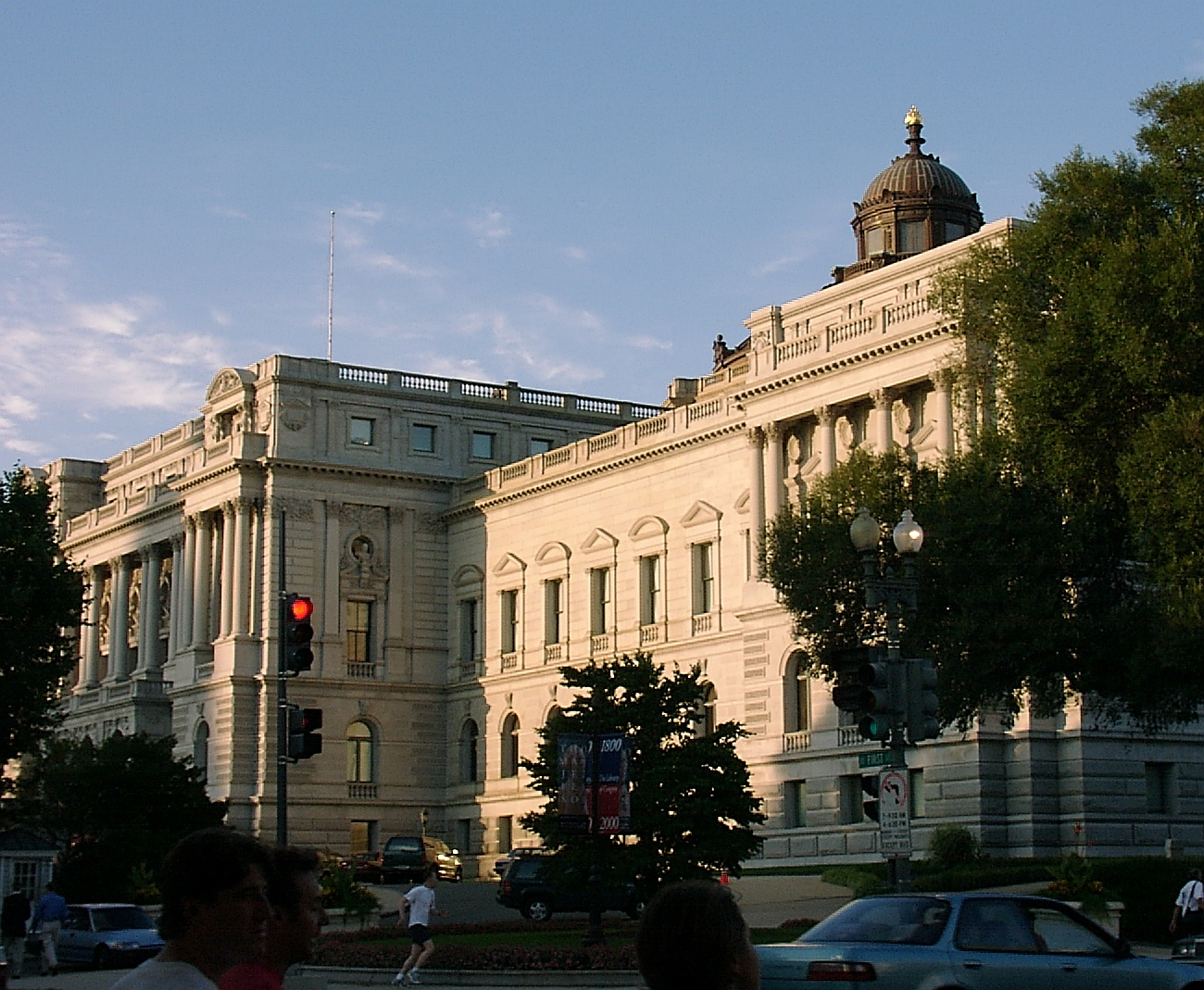
Tòa nhà Jefferson, Thư viện Quốc hội Hoa Kỳ

Năm 1939, Tổng thống Franklin D. Roosevelt bổ nhiệm Archibald MacLeish thay thế Putnam đã đến tuổi về hưu. Đảm nhiệm chức trách thủ thư từ năm 1939 đến 1944, giai đoạn đỉnh điểm của Chiến tranh thế giới thứ hai, MacLeish được xem là thủ thư nổi tiếng nhất trong lịch sử Thư viện Quốc hội. MacLeish đổi tên phòng đọc phía Nam trong tòa nhà Adams thành Phòng Thomas Jefferson và mời họa sĩ Ezra Winter vẽ bốn bức bích họa tại đây. Trong phòng đọc chính thuộc tòa nhà Jefferson, ông cho thiết kế "góc dân chủ", trưng bày các văn kiện quan trọng như Bản Tuyên ngôn Độc lập, Hiến pháp, và các văn kiện liên bang. Thư viện đã hoạt động tích cực trong thời kỳ chiến tranh như bảo toàn Bản Tuyên ngôn Độc lập và Hiến pháp Hoa Kỳ tại Fort Knox, và nghiên cứu dữ liệu thời tiết trên dãy Himalaya cho các phi công. Năm 1944, MacLeish từ nhiệm để nhận chức Phụ tá Bộ trưởng Ngoại giao, Tổng thống Harry Truman bổ nhiệm Luther H. Evans thay thế. Evans, phục vụ đến năm 1953, không chỉ phát triển khả năng thu thập tư liệu, các dịch vụ thư mục và phân loại sách đến mức tối đa cho phép, mà còn khai mở các sứ mạng đặc biệt cho Thư viện: Tại San Francisco, thư viện đã hỗ trợ các đoàn đại biểu tham dự hội nghị thành lập Liên Hợp Quốc, tại châu Âu thu thập các ấn phẩm châu Âu cho Thư viện Quốc hội và các thư viện khác tại Hoa Kỳ, cũng như hỗ trợ việc thành lập Thư viện Quốc hội Nhật Bản.
Năm 1953, L. Quincy Mumford kế nhiệm Evans. Nhiệm kỳ của Mumford, kéo dài đến năm 1974, chứng kiến việc khởi công xây dựng tòa nhà James Madison, tòa nhà thứ ba của Thư viện. Đây cũng là giai đoạn gia tăng các khoản chi tiêu dành cho giáo dục, nhờ đó Thư viện có thể thành lập các trung tâm thu thập tài liệu ở nước ngoài như tại Cairo và New Delhi. Năm 1962, theo yêu cầu của chủ tịch Ủy ban Lưỡng viện về Thư viện, Douglas Bryant thuộc Thư viện Đại học Harvard đệ trình đề án cải tổ, đề nghị mở rộng thư viện thành thư viện quốc gia và bớt chú trọng vào chức năng phục vụ Quốc hội. Bryant cũng đề nghị đổi tên Thư viện khiến Mumford gọi nó là "sự xúc phạm nặng nề đến truyền thống." Cuộc tranh luận kéo dài cho đến khi một đạo luật được thông qua xác định nhiệm vụ của Thư viện là tập chú nhiều hơn vào công cuộc khảo cứu hỗ trợ cho Quốc hội và các ủy ban của Quốc hội, và đổi tên Vụ Tham khảo Lập pháp thành Vụ Khảo cứu Quốc hội.
Daniel J. Boorstin được Tổng thống Gerald Ford bổ nhiệm làm thủ thư năm 1974 khi Mumford về hưu. Ngân quỹ Thư viện tăng từ 116 triệu USD năm 1975 lên đến 250 triệu USD năm 1987, Boorstin tích cực tăng cường quan hệ với các học giả, tác giả, nhà xuất bản, các nhà lãnh đạo văn hóa, và cộng đồng doanh nghiệp. Sự năng nổ cũng như những hoạt động đa dạng của ông đã làm thay đổi vị trí của Thư viện nhiều đến nỗi khi ông về hưu trong năm 1987, tờ New York Times đã đưa ra nhận xét, có lẽ Thư viện Quốc hội là định chế "hàng đầu trong giới trí thức trên toàn quốc." Năm 1987, bởi sự bổ nhiệm của Ronald Reagan, James H. Billington trở thành thủ thư thứ 13 của Thư viện Quốc hội. Năm 1991, Billington bắt đầu sử dụng các thành tựu kỹ thuật mới và Internet để nối kết Thư viện với các định chế giáo dục trên khắp nước. Sự kết thúc Chiến tranh lạnh cũng giúp Thư viện phát triển quan hệ với các nước Đông Âu, và giúp thành lập các thư viện quốc hội tại những quốc gia này. Cuối tháng 11 năm 2005, Thư viện công bố đề án thành lập Thư viện Số Thế giới, sử dụng kỹ thuật số lưu trữ sách và các tư liệu khác từ tất cả nền văn hóa trên khắp thế giới.

## Địa điểm

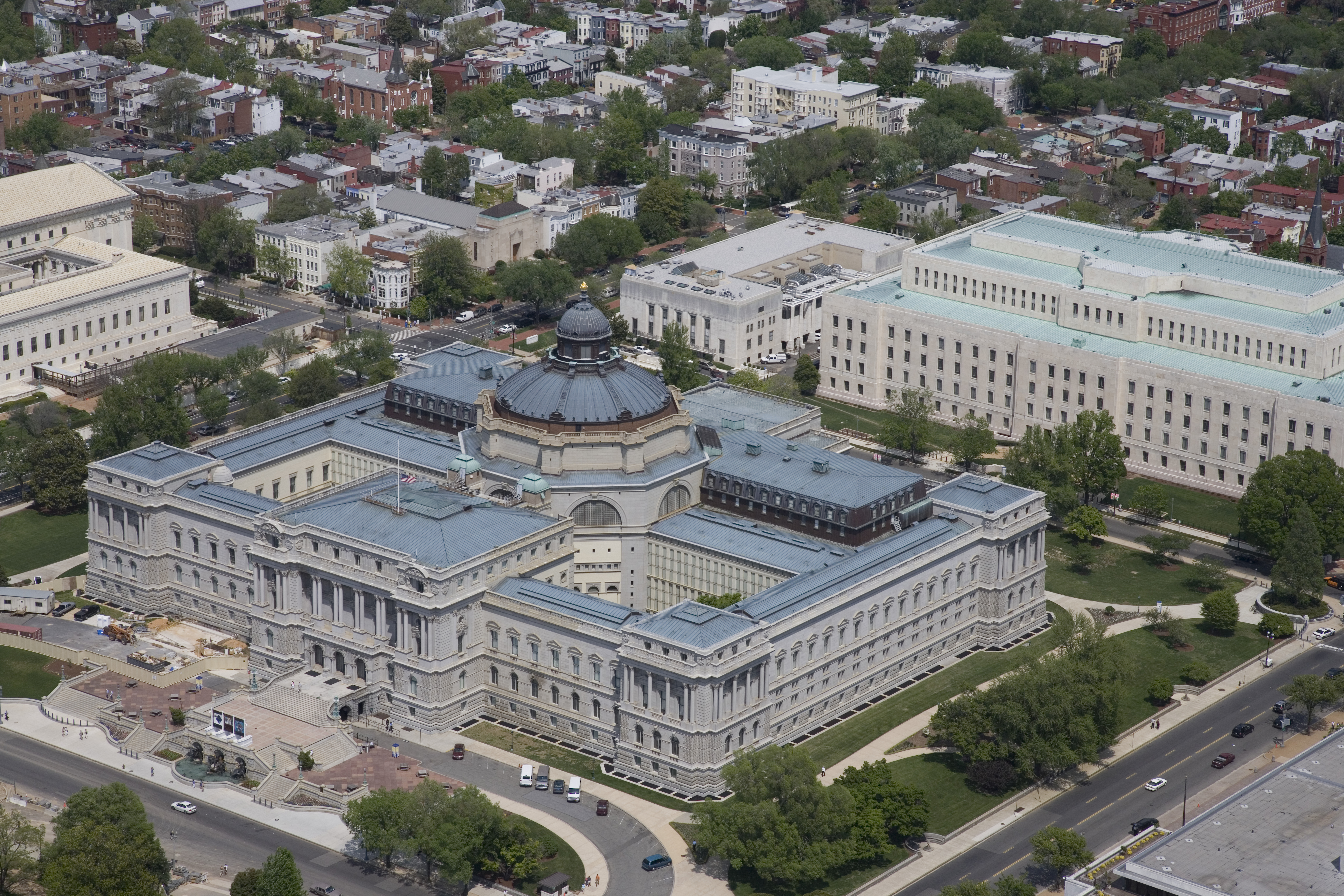
Tòa nhà Jefferson

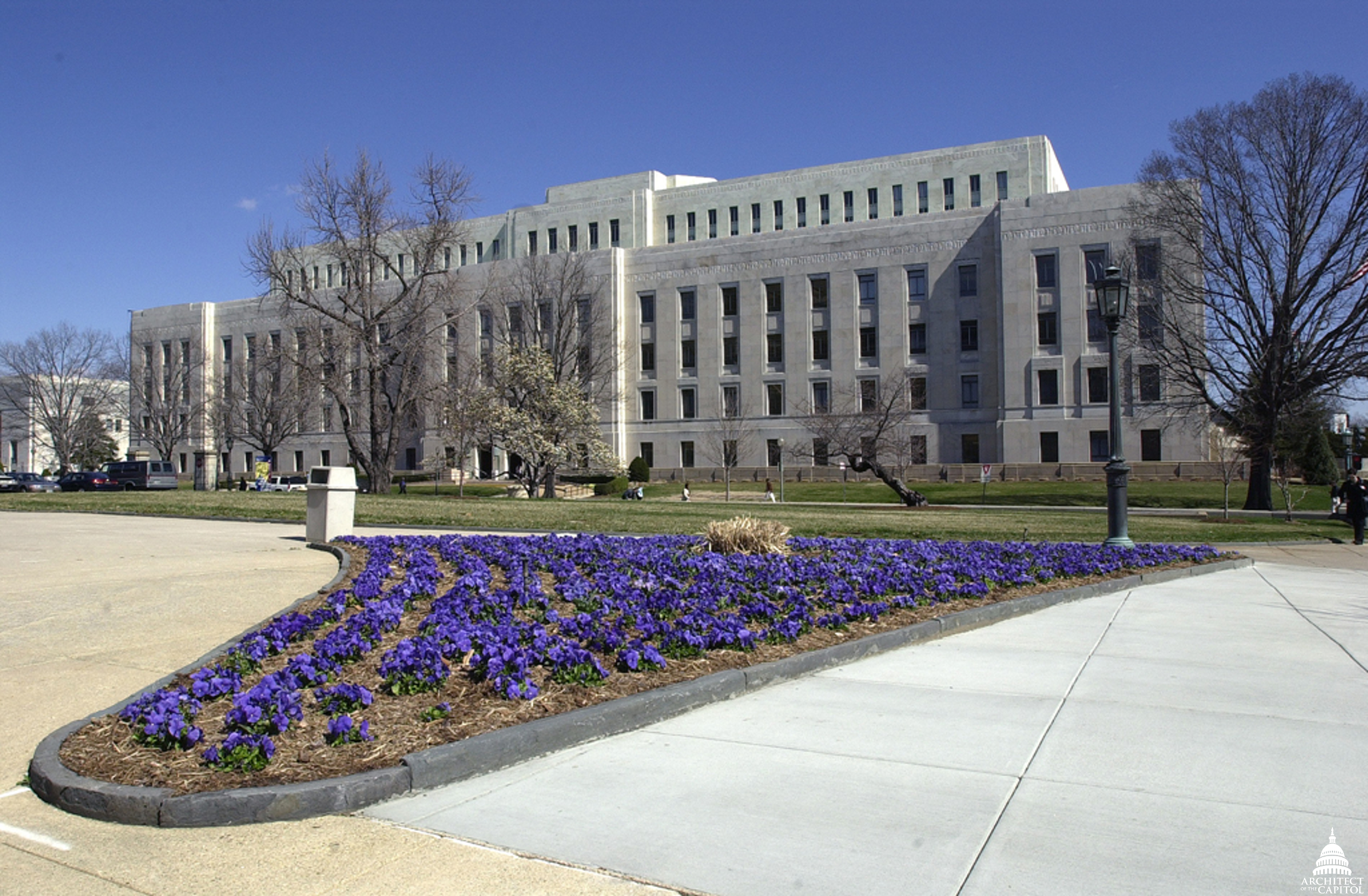
Tòa nhà John Adams

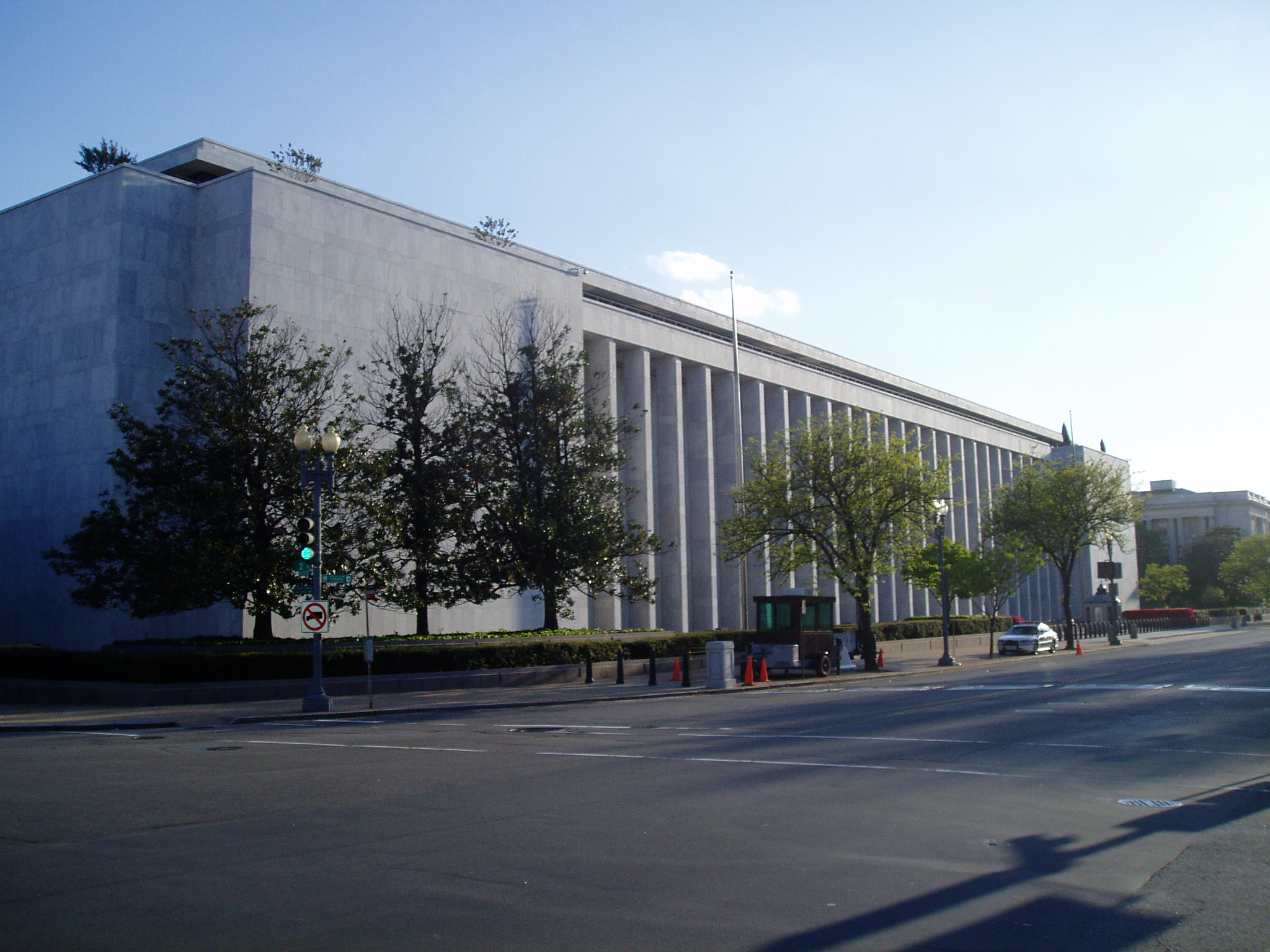
Tòa nhà Madison

Trụ sở Thư viện Quốc hội bao gồm ba tòa nhà ở Thủ đô Washington, D.C..

### Tòa nhà Thomas Jefferson
Lỗi: không có trang nào được chỉ định (trợ giúp).
Tòa nhà Thomas Jefferson tọa lạc trên Đại lộ Độc lập bao quanh bởi con đường East Capitol Street và cổng chính ở số 1 đường First Street SE. Nơi này được mở cửa lần đầu tiên vào năm 1897 và được xem như là trụ sở chính đồng thời là tòa nhà lâu đời nhất của thư viện. Ban đầu được biết đến là tòa nhà Thư viện Quốc hội hay tòa nhà Chính, nó mang tên gọi như hiện này vào ngày 13 tháng 6 năm 1980.

### Tòa nhà John Adams
Lỗi: không có trang nào được chỉ định (trợ giúp).
Tòa nhà The John Adams tọa lạc giữa Đại lộ Độc lập và đường East Capitol Street, cổng chính ở số 2 Street SE. Nơi đây được mở cửa vào năm 1938 và được sáp nhập vào tòa nhà Chính. Trong khoảng thời gian từ 13 tháng 4 năm 1976 và 13 tháng 6 năm 1980, Tòa nhà the John Adams mang tên tòa nhà Thomas Jefferson.

### Tòa nhà tưởng niệm James Madison
Lỗi: không có trang nào được chỉ định (trợ giúp).
Tòa nhà Tưởng niệm James Madison tọa lạc giữa con đường 1 và 2 trên Đại lộ Độc lập. Nơi này được mở cửa vào ngày 28 tháng 5 năm 1980 và được lấy làm trụ sở mới của Thư viện. Đồng thời đây cũng là nơi tưởng niệm chính thức James Madison Memorial. Trong thành phần của tòa nhà cũng bao gồm Thư viện Quốc hội về luật.

## Lưu trữ

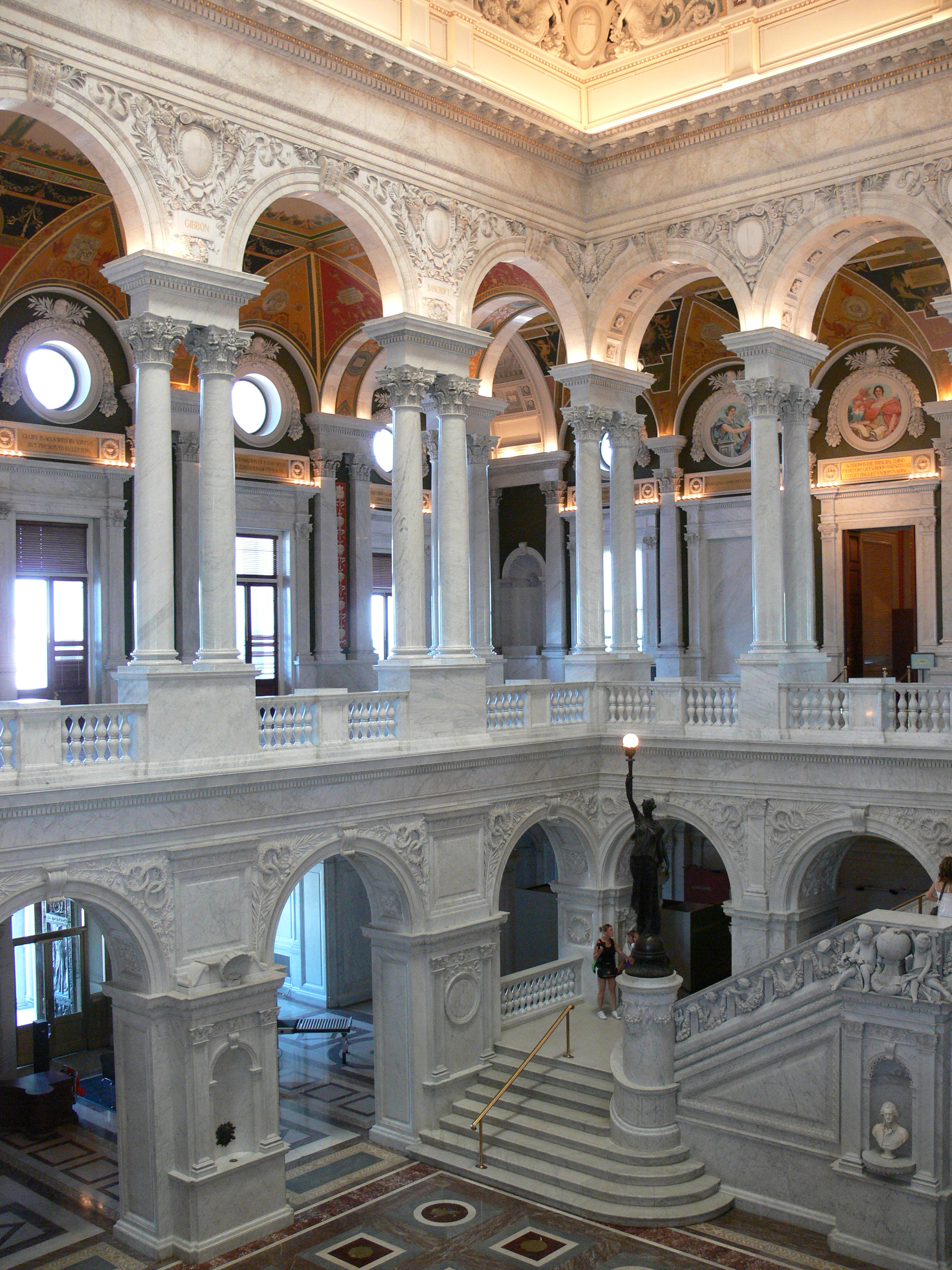
Đại sảnh Thư viện Quốc hội, Tòa nhà Jefferson

Thư viện Quốc hội có hơn 32 triệu sách đã phân loại cùng các loại ấn phẩm khác trong hơn 470 ngôn ngữ, hơn 61 triệu bản thảo, bộ sưu tập sách hiếm lớn nhất Bắc Mỹ, trong đó có bản thảo thô của Bản Tuyên ngôn Độc lập, một bản Kinh Thánh Gutenberg (một trong bốn bản in trên giấy da hiện được biết đến), hơn 1 triệu văn kiện của Chính phủ Hoa Kỳ, 1 triệu ấn bản những nhật báo của thế giới trải dài hơn ba thế kỷ vừa qua, 33 000 tập nhật báo có bìa bao, 500 000 cuộn vi phim, hơn 6 000 đầu sách truyện tranh, bộ sưu tập văn kiện pháp luật lớn nhất thế giới, các bộ phim, 4, 8 triệu bản đồ, nhạc tờ, 2, 7 triệu bản ghi âm, hơn 13, 7 triệu ảnh trong đó có các tác phẩm hội họa và bản vẽ kiến trúc, cây vĩ cầm cổ Betts Stradivarius, và cây viola Cassavetti Stradivarius.
Thư viện cũng đã phát triển một hệ thống phân loại sách (Library of Congress Classification - LCC) được sử dụng tại hầu hết các thư viện đại học và viện nghiên cứu ở Mỹ, trong khi phần lớn thư viện công vẫn duy trì hệ thống thập phân Dewey.
Một chức năng khác của Thư viện là đăng ký và lưu trữ bản quyền, và được xem như là kho dữ liệu cho Cục Bản quyền Hoa Kỳ. Có đăng ký bản quyền hay không, thì tất cả nhà xuất bản đều được yêu cầu nộp cho Thư viện hai bản sao các tác phẩm xuất bản của họ - yêu cầu này gọi là mandatory deposit. Nếu không xuất bản thì chỉ cần nộp một bản sao. Mỗi ngày có gần 22 000 ấn bản ở Hoa Kỳ đệ nộp cho Thư viện. Không như nhiều người vẫn nghĩ, Thư viện không lưu trữ tất cả văn kiện này, nhưng mỗi ngày chỉ có khoảng 10 000 đơn vị được giữ lại. Sau khi chọn lọc, nhiều ấn phẩm được dùng để trao đổi với các thư viện trên khắp thế giới, phân phối cho các cơ quan của chính phủ liên bang, các trường học, cộng đồng, hoặc các tổ chức trong nước. Cũng giống các thư viện khác, Thư viện Quốc hội lưu trữ tất cả tài liệu tiếng Anh được xem là có giá trị.
Gần đây, Sách Kỷ lục Thế giới Guinness công nhận Thư viện Quốc hội là "thư viện lớn nhất thế giới", hiển nhiên là dựa trên diện tích kệ sách. Thư viện cho biết tài liệu lưu trữ của họ lấp đầy các kệ sách nếu xếp chúng nối đuôi nhau dài đến 530 miles (850 km), con số này của Thư viện Anh Quốc là 388 miles (625 km). Hiện Thư viện Quốc hội Hoa Kỳ có 130 triệu đơn vị lưu trữ với 29 triệu cuốn sách, trong khi Thư viện Anh Quốc có xấp xỉ 150 triệu đơn vị lưu trữ với 25 triệu cuốn sách.

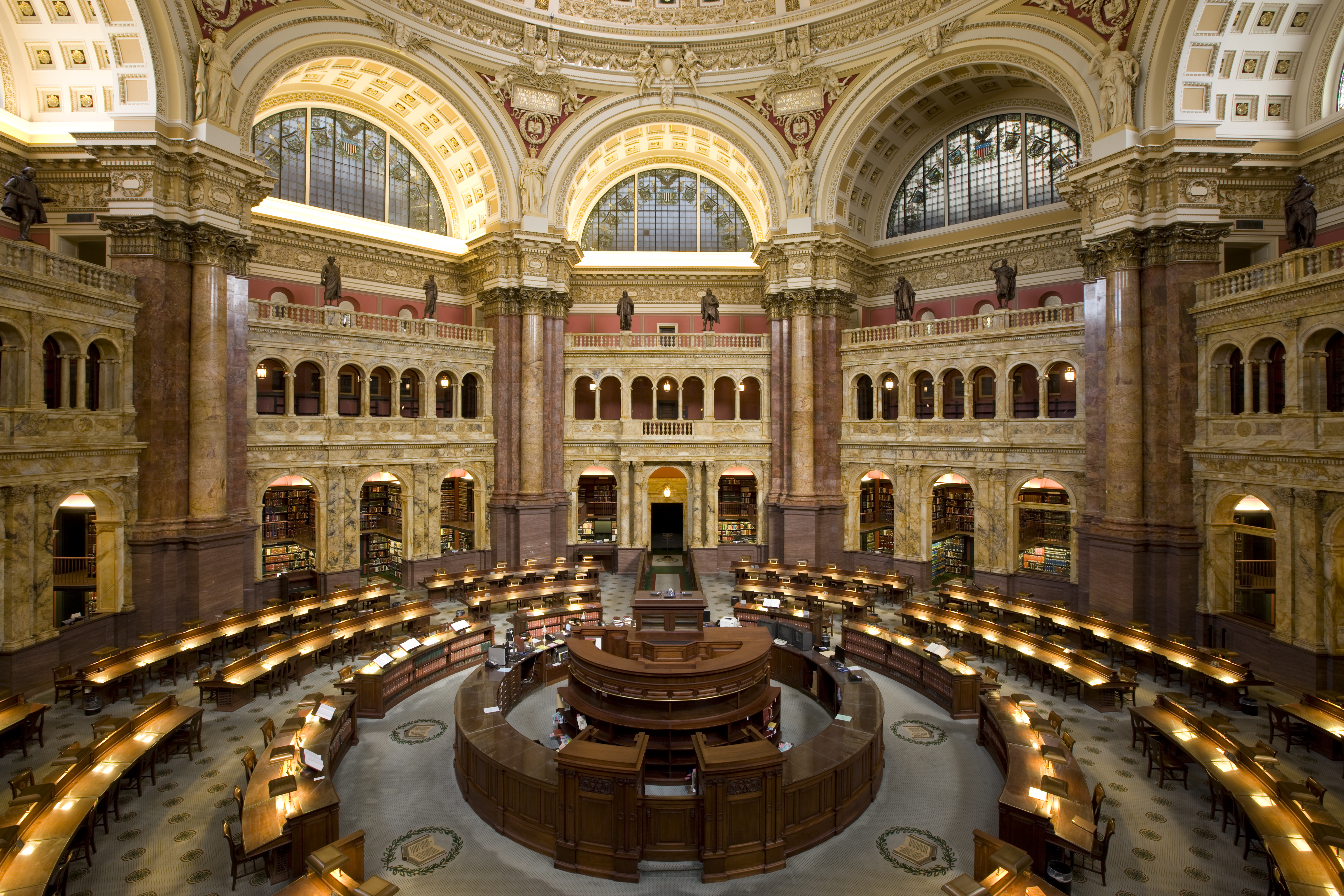
Phòng đọc sách trong Tòa nhà Jefferson

Thư viện đã số hóa hàng triệu văn kiện, gồm có hàng chục terabyte trên American Memory Website. Đây là nguồn tư liệu hình ảnh, audio, video và nội dung các trang web được sử dụng trong phạm vi công cộng. Gần hết thư mục và catalog của Thư viện được liệt kê ở đây. Thủ thư trên khắp thế giới có thể vào xem các catalog này, và có thể sử dụng Library of Congress Control Number để biết chính xác nguồn gốc cuốn sách.
Thư viện cũng có một văn khố online gọi là THOMAS Lưu trữ ngày 30 tháng 8 năm 2015 tại Wayback Machine, cung cấp những thông tin về các hoạt động của Quốc hội, trong đó có nội dung các dự luật, tường trình các hoạt động và các cuộc thảo luận tại Quốc hội, bản tóm lược và tình trạng các dự luật, và Hiến pháp Hoa Kỳ.
Dưới quyền quản lý của Thư viện còn có Dịch vụ Thư viện Quốc gia cho người khiếm thị và người khuyết tật, cùng một chương trình thư viện nói và chữ nổi braille dành cho 766 000 người Mỹ.

## Sử dụng thư viện
Thư viện mở cửa cho công chúng và tổ chức các tour du lịch cho du khách. Chỉ những người có làm thẻ bạn đọc mới có thể vào các phòng đọc. Thẻ bạn đọc có sẵn cho người ít nhất là 16 tuổi có xuất trình một trong các loại thẻ căn cước do chính quyền cấp (giấy phép lái xe, ID của tiểu bang, hoặc hộ chiếu). Tuy nhiên chỉ có thành viên và nhân viên Quốc hội, Tối cao Pháp viện, Thư viện Quốc hội và một số viên chức chính phủ mới có quyền mượn sách. Người có thẻ bạn đọc chỉ có thể đọc sách ngay tại phòng đọc.

## Xem thêm

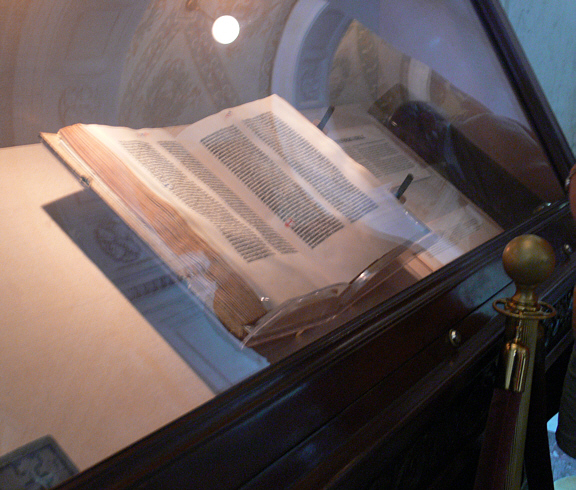
Kinh Thánh Gutenberg, trưng bày tại Thư viện Quốc hội
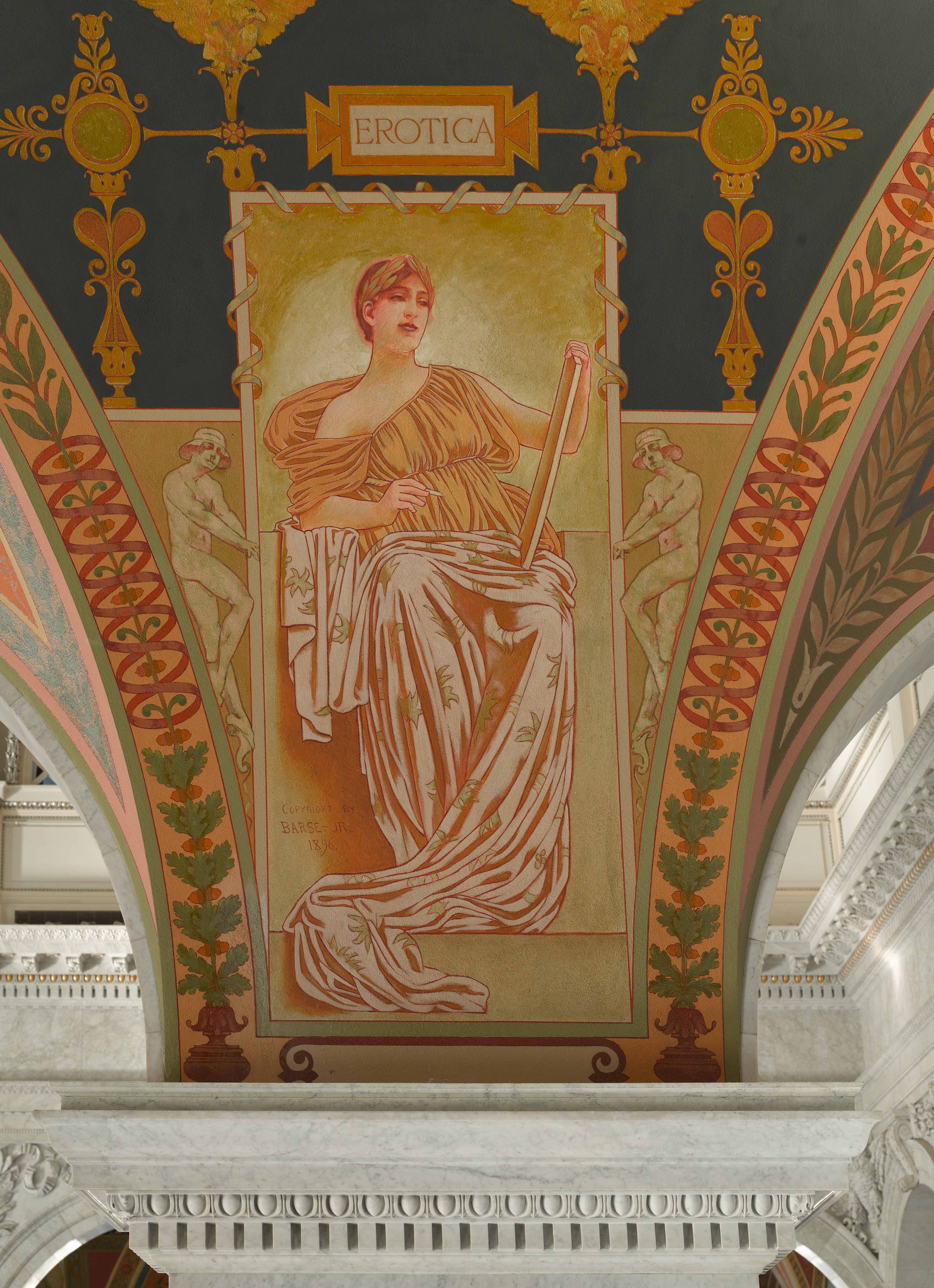
Erotica, bích họa của George Randolph Barse (1861-1938)
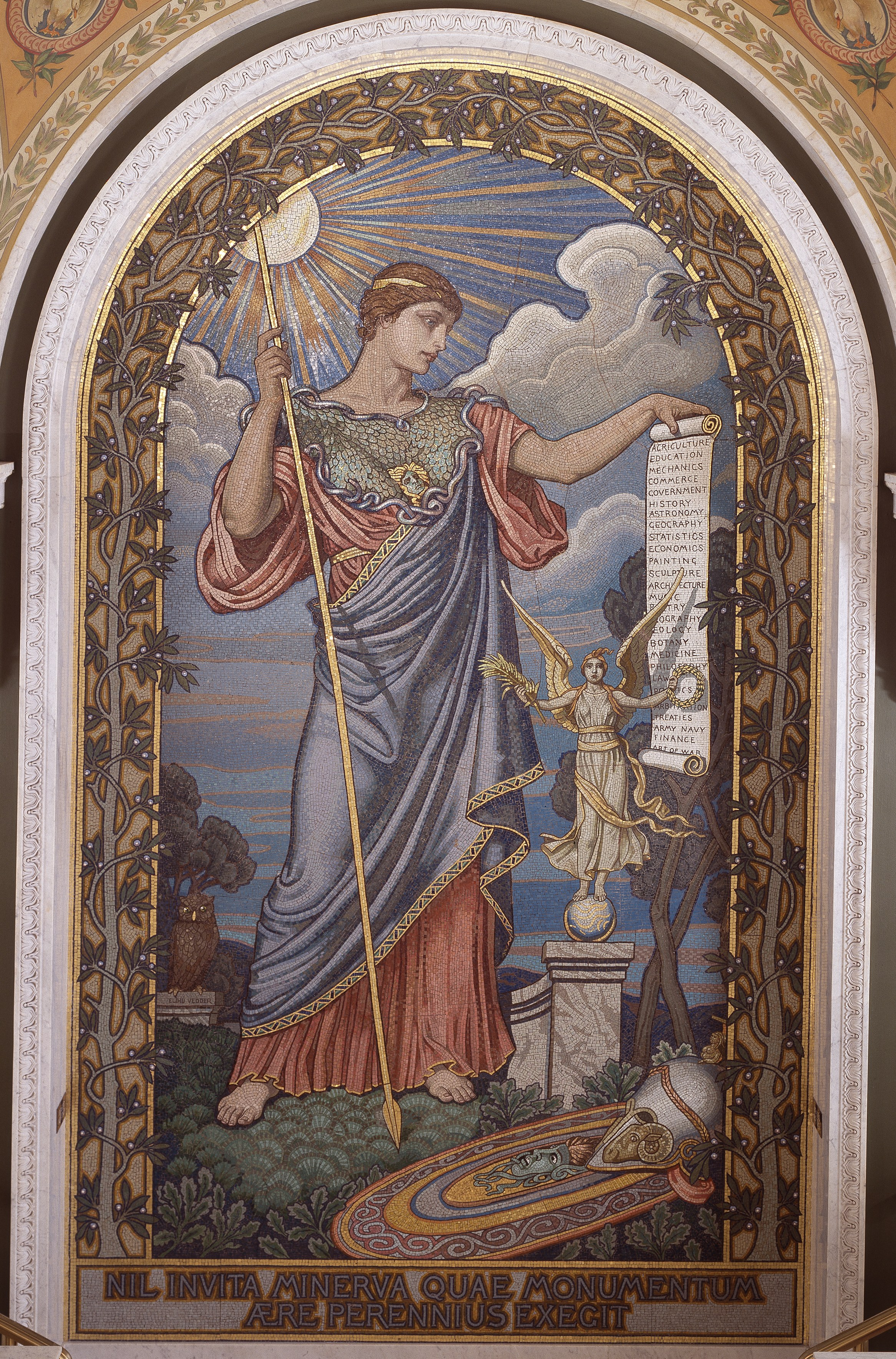
Minerva of Peace, tranh khảm của Elihu Vedder
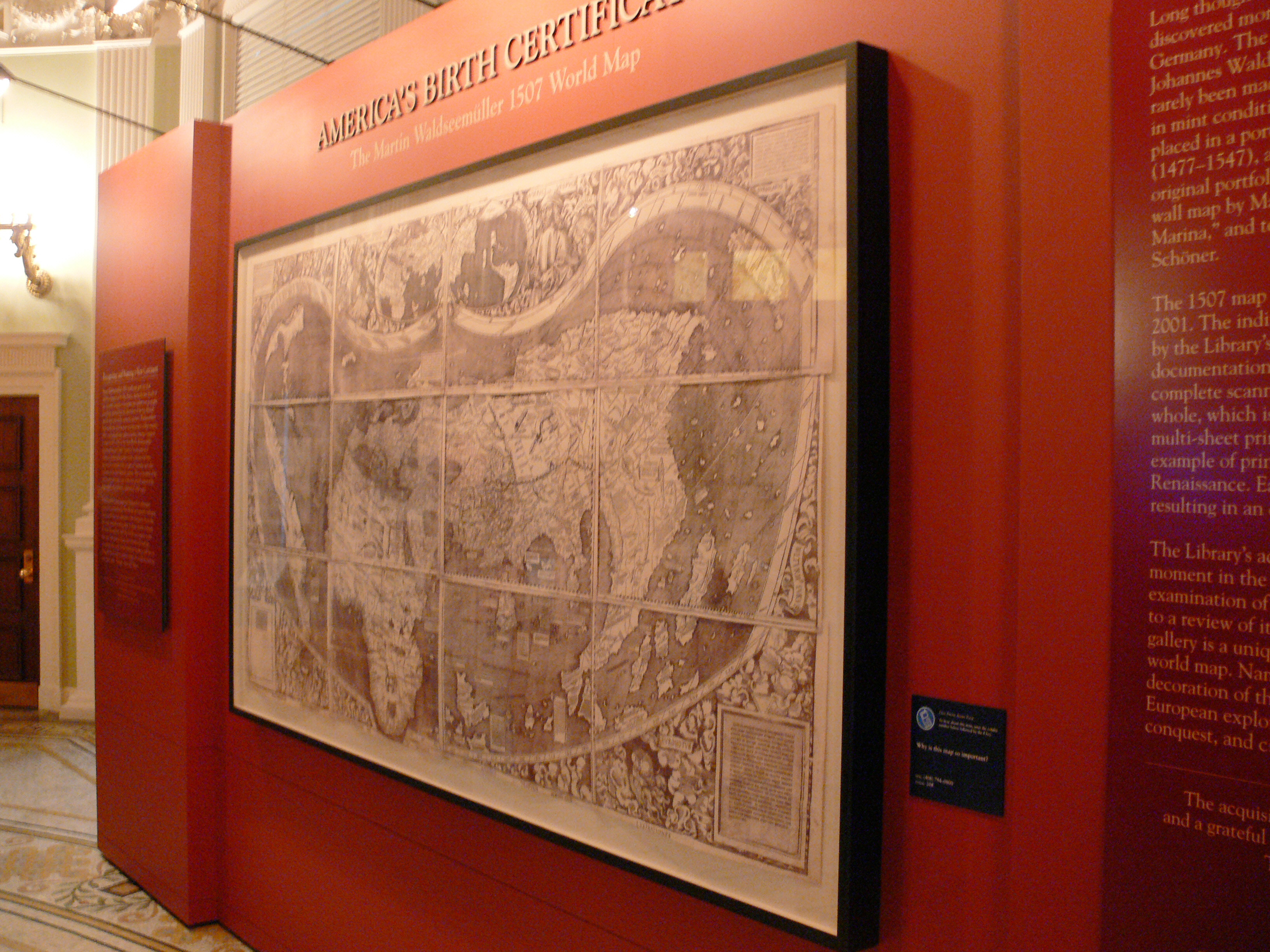
Bản đồ Waldseemüller, trưng bày tại Thư viện Quốc hội